# 李熙桥镇
李熙桥镇，是中华人民共和国湖南省邵陽市绥宁县下辖的一个乡镇级行政单位。

## 行政区划
李熙桥镇下辖以下地区：
李熙社区、李熙村、林家头村、大龙村、梅林村、陈家村、湾头村、金子岭村、浆塘村、石阶田村、长寨村、滚水村、双元村、苏洲村、逆流水村和塘冲村。

## 中国传统村落
2013年8月，李熙村被评为第二批中国传统村落。